# چیانژنگ
چیانژنگ (به لهستانی:  Ciążeń) یک روستا در لهستان است که در گمینا لاندک واقع شده‌است. چیانژنگ ۱٬۳۰۰ نفر جمعیت دارد.